# Malin Lindroth

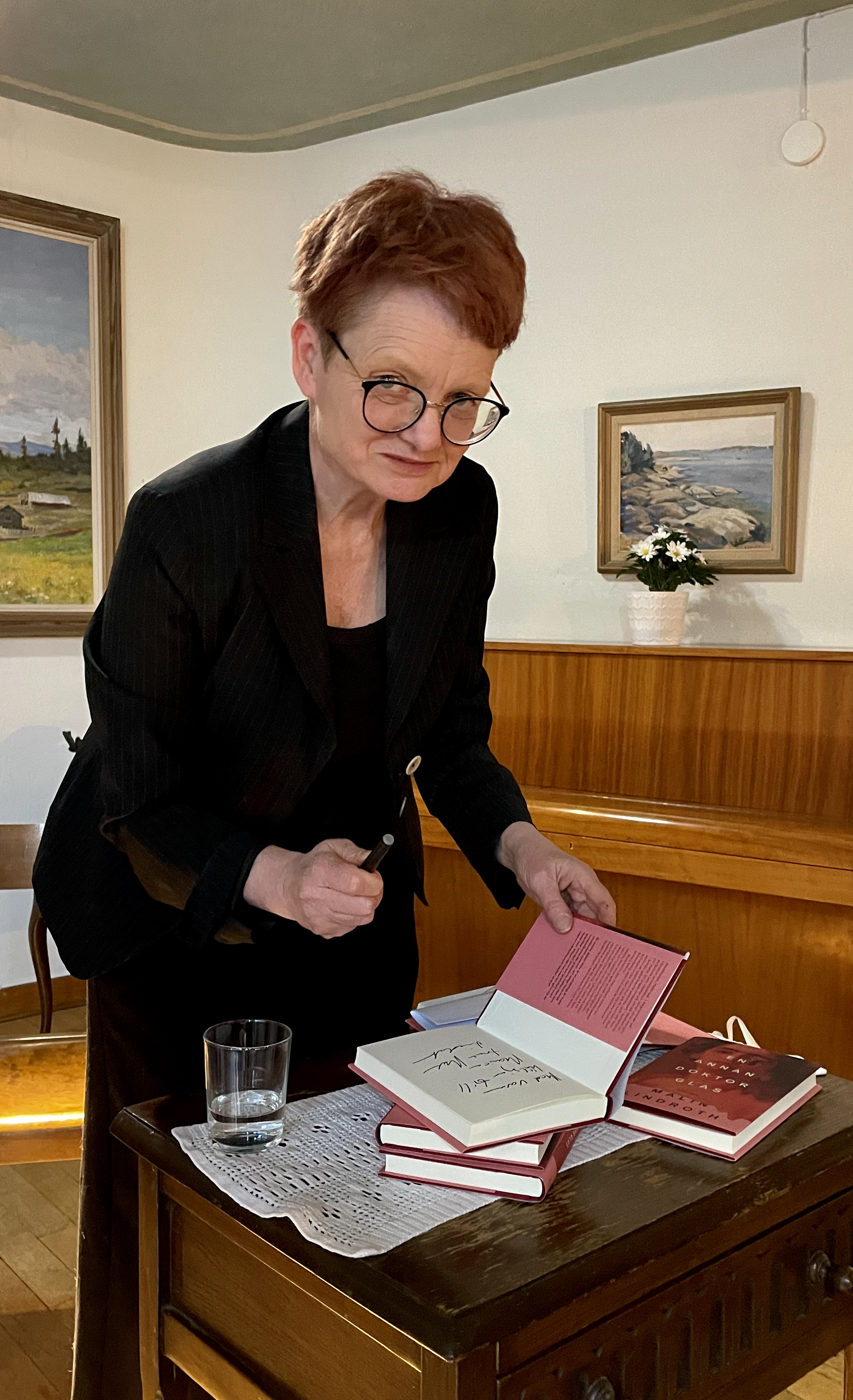
Malin Lindroth besökte Söderbergsällskapet i maj 2025 och berättade då om sin nya bok En annan Doktor Glas.

Malin Charlotta Lindroth, född 17 juli 1965 i Nödinge församling i Älvsborgs län, är en svensk författare, dramatiker och kulturskribent. Lindroths första diktsamling Lära Gå publicerades 1985. Romandebuten Vaka Natt belönades med Aftonbladets litteraturpris 1999.

## Biografi

### Utbildning
Med början 1986 studerade Malin Lindroth filosofi och psykologi vid Göteborgs universitet. Som universitetsadjunkt undervisar hon i litterär gestaltning vid Akademin Valand.

### Karriär
Malin Lindroths pjäser har spelats på bland annat Folkteatern i Göteborg, Teater Uno, Backa teater, Unga Dramaten, Högskolan för Scen och Musik och Radioteatern. Sen 2001 är Lindroth frilansande kulturskribent och litteraturkritiker på Göteborgs-Posten, och var mellan 2003 och 2014 även frilansande medarbetare på Göteborgs-Tidningens kulturredaktion.
Lindroth har skapat radioessäer och krönikor för Sveriges Radio, i OBS i P1, Nya vågen och Tankar för dagen.
Nuckan, som utkom i maj 2018, är en essä om hur det är att som kvinna leva som singel och bortvald, eller som ofrivilligt partnerlös. Boken blev medialt uppmärksammad och hyllad och Lindroth intervjuades bland annat av programledaren Jessika Gedin i SVT:s litteraturprogram Babel den 13 maj 2018. Rättigheterna till att ge ut Nuckan även på tyska och finska har sålts. Hösten 2019 blev boken pjäs på Kulturhuset Stadsteatern i regi av Frida Röhl. Titelrollen spelades av Katarina Ewerlöf.
I maj 2018 hade pjäsen Madam Flod – Återkomsten premiär på Teater Uno i Göteborg. Pjäsen, som tar avstamp i August Strindbergs roman Hemsöborna, ger Madam Flod ordet och är en modern, humoristisk och dramatisk musikteaterföreställning om Madam Flod och hennes återkomst till vår tid.

## Priser och utmärkelser
- 1999 – Aftonbladets litteraturpris
- 2001 – Sigtunastiftelsens författarstipendium
- 2021 – Samfundet De Nios julpris[19]